# 渡辺すみ子
渡辺 すみ子（わたなべ すみこ、1916年11月28日 - 2010年11月2日）は、日本の元陸上競技選手・指導者。1930年代前半に日本陸上競技選手権大会の女子100m・走幅跳両種目で3連覇。1932年ロサンゼルスオリンピックに15歳で出場した。陸上競技のオリンピック日本代表選手としては最年少（2021年現在）。梅村学園2代校主の梅村淸明（中京大学創設者）と結婚して梅村 すみ子となり、中京大学で教育と陸上競技指導にあたった。

## 経歴・人物
1916年11月28日、愛知県名古屋市出身。

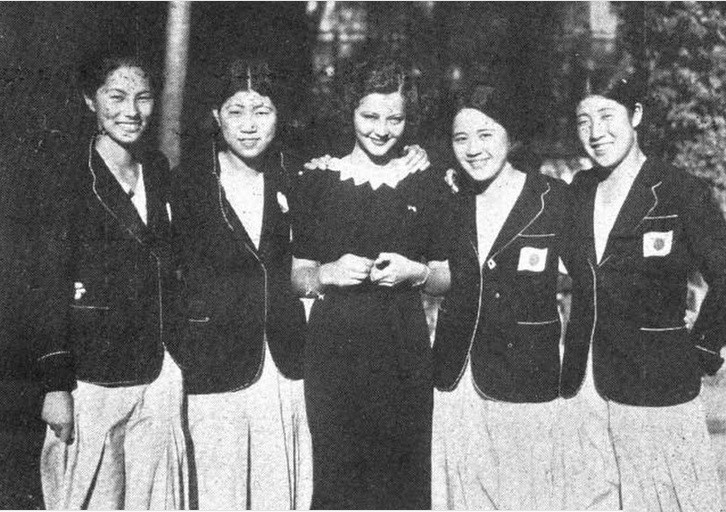
シルヴィア・シドニー（中央）と並んだロサンゼルス五輪日本女子リレーメンバー

若年時より陸上競技を始める。名古屋高等女学校に在学中、1930年にチェコスロヴァキアのプラハで開かれた第3回女子国際競技大会に参加。翌1931年から1933年まで、日本陸上競技選手権大会短距離女子100m走にて3年連続優勝を果たす。特に1932年大会の優勝タイムである12秒2は当時の日本記録であった。
1932年ロサンゼルスオリンピックに出場し、女子100mでは準決勝敗退、女子4×100mリレーにて5位入賞という結果を残している。このロサンゼルスオリンピック時に渡辺は15歳（正確には、閉会式の開かれた8月14日の時点で満15歳と261日）で、オリンピック陸上競技日本代表選手として最年少での出場であり、80年以上経った2020年現在も更新されていない。
ロサンゼルスオリンピックの後に梅村学園2代校主（第二次世界大戦後に中京大学を創立）の梅村淸明と結婚。結婚後は梅村すみ子を名乗る。
第二次世界大戦で夫が出征し、戦後のシベリア抑留で不在の際には学校法人梅村学園園長代理を務め、学園経営に尽力した。
一方で指導者・教育者としては中京大学体育学部教授（専門は陸上競技）を務め、また中京大学陸上競技部女子部の初代部長を監督兼任で務めた。1964年の第18回東京オリンピックでは女子チーム強化コーチを担当した。
2010年11月2日、老衰の為に死去。93歳没。